# Église d'Ylikiiminki
L'église d'Ylikiiminki (finnois : Ylikiimingin kirkko) est une église luthérienne  située dans le quartier de Ylikiiminki à Oulu en Finlande,.

## Architecture

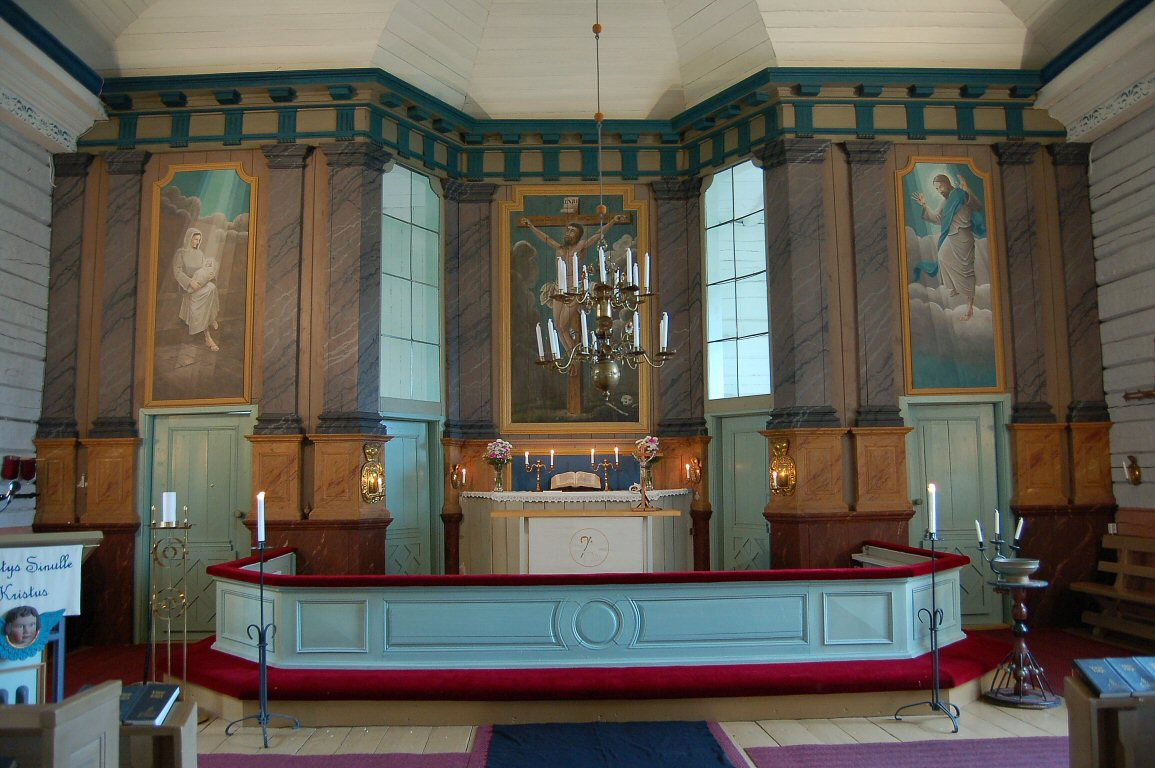
L’autel.

L'église est conçue par  Jacob Rijf et construite en 1786.
La direction des musées de Finlande a classé l'édifice parmi les sites culturels construits d'intérêt national.
Le retable représentant le Christ en croix est peint par Gustav Holmqvist en 1839. 
À sa droite se trouve une peinture de la Vierge Marie tenant l'enfant Jésus, et à gauche se trouve une image de l'ascension du Christ.